# 格莱纳 (康塔尔省)
格莱纳（法語：Glénat，法語發音：[ɡlena]）是法国康塔尔省的一个市镇，属于欧里亚克区。

## 地理
格莱纳（44°54'4"N, 2°10'51"E）面积24.27 平方千米，位于法国奥弗涅-罗讷-阿尔卑斯大区康塔爾省，该省份为法国中南部省份，位于法國中央高原中心，北起科雷兹省、上盧瓦爾省和多姆山省，西接洛特省和科雷兹省，南至阿韦龙省和洛特省，东临上盧瓦爾省和洛泽尔省。
与格莱纳接壤的市镇（或旧市镇、城区）包括：鲁梅古、圣热龙、圣索里、拉塞加拉西耶尔、锡朗、勒鲁热-佩尔斯。

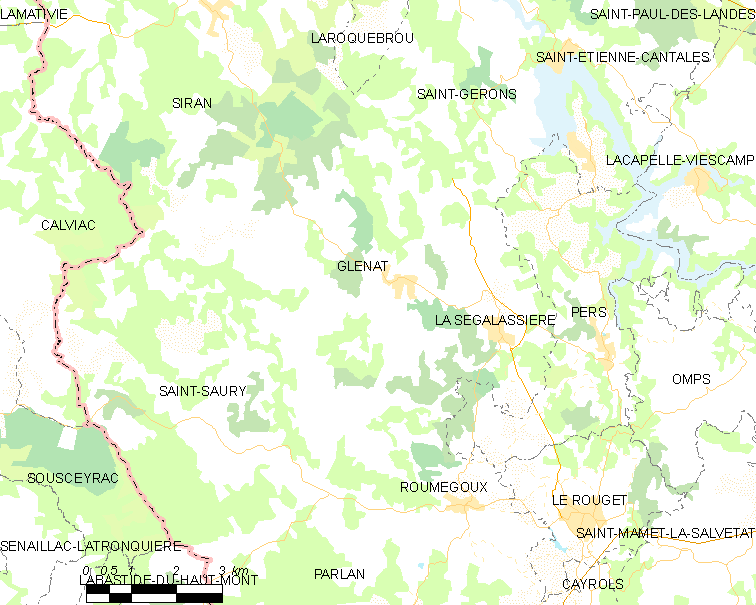
的OSM定位图

格莱纳的时区为UTC+01:00、UTC+02:00（夏令时）。

## 行政
格莱纳的邮政编码为15150，INSEE市镇编码为15076。

## 政治
格莱纳所属的省级选区为圣保罗德朗德县。

## 人口

1962-2008年间人口变化图示

格莱纳于2022年1月1日时的人口数量为174人。